# 栋雷米-朗代维尔
栋雷米-朗代维尔（法語：Domremy-Landéville，法語發音：[dɔ̃ʁemi lɑ̃devil]）是法国上马恩省的一个市镇，属于圣迪济耶区。该市镇于1972年由原市镇奥尔努瓦地区栋雷米（Domremy-en-Ornois）和朗代维尔（Landéville）合并而成。

## 地理
栋雷米-朗代维尔（48°21'38"N, 5°15'2"E）面积18.64 平方千米，位于法国大東部大區上马恩省，该省份为法国东北部内陆省份，北起马恩省和默兹省，西接奥布省，西南接科多尔省，东南接上索恩省，东临孚日省。
与栋雷米-朗代维尔接壤的市镇（或旧市镇、城区）包括：圣于尔班-马孔库尔、叙沃圣于尔班、阿农维尔、杜兰库尔-索库尔、埃皮宗。

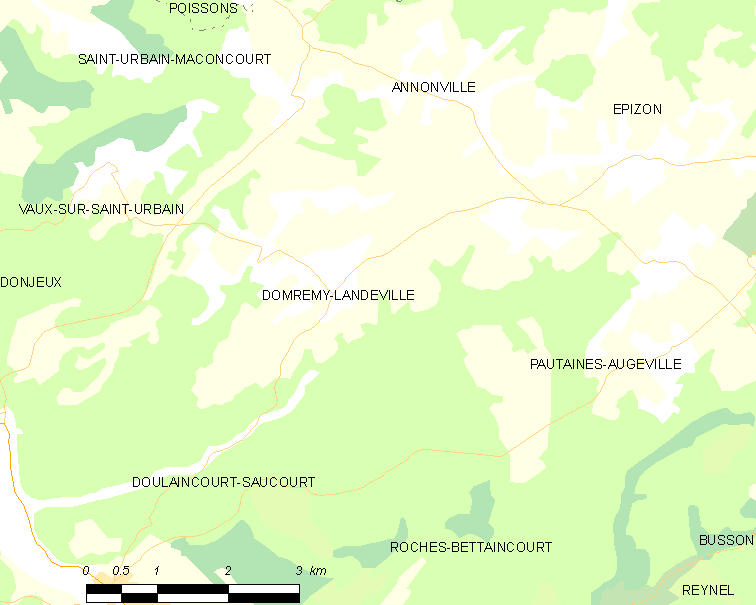
栋雷米-朗代维尔的OSM定位图

栋雷米-朗代维尔的时区为UTC+01:00、UTC+02:00（夏令时）。

## 行政
栋雷米-朗代维尔的邮政编码为52270，INSEE市镇编码为52173。

## 政治
栋雷米-朗代维尔所属的省级选区为博洛涅县。

## 人口

1962-2008年间栋雷米-朗代维尔人口变化图示

栋雷米-朗代维尔于2022年1月1日时的人口数量为75人。